# خوان كروز اوشوا
خوان كروز اوشوا (بالإسبانية: Juan Cruz Ochoa López) (4 مارس 1979 ببنبلونة في إسبانيا - ) هو لاعب كرة قدم إسباني في مركز الدفاع. لعب مع ديبورتيفو ألافيس وريال مورسيا ونادي أوريويلا ونادي هويسكا ونادي يوبين ونومانسيا ونادي كالاهورا وديبورتيفو ألافيس ب.

## روابط خارجية
- خوان كروز اوشوا على موقع قاعدة بيانات كرة القدم.إي يو (الإنجليزية)
- خوان كروز اوشوا على موقع Soccerway.com (الإنجليزية)